# Topolnica (gmina Majdanpek)
Topolnica (cyr. Тополница) – wieś w Serbii, w okręgu borskim, w gminie Majdanpek. W 2011 roku liczyła 856 mieszkańców.